# Bụi đời
bụi đời (Vietnamees: bụi đời, "het vuil van het leven") betekent vrij vertaald "het vuil van de straat" en is een uitdrukking, verwijzend naar de straatkinderen van de Vietnamese steden.
De term is in Amerika bekendgemaakt door een Amerikaanse journalist in de jaren 80. Hij dacht dat "Bui Doi" slechts verwees naar het grote aantal Amerikaans-Aziatische straatkinderen in Vietnam, en specifiek Saigon in die tijd. Trẻ bụi đời is de Vietnamese term voor straatkinderen, jonge zwervers, maar zonder enig verband met gemengd ras.
De term "Bui Doi" komt in Nederland voor in de musical Miss Saigon uit 1989 (1996 en 2011/2012 in Nederland). In die musical wordt het dan ook gebruikt als term specifiek voor de Vietnamese kinderen die daar door de Amerikaanse Militairen tijdens de Vietnamoorlog bij de Vietnamese vrouwen zijn verwekt.